# 笠松競馬場
笠松競馬場（かさまつけいばじょう、Kasamatsu Racecourse）は、岐阜県羽島郡笠松町（一部施設は同郡岐南町にまたがる）にある地方競馬の競馬場である。

## 概要
地方競馬から中央競馬への移籍騎手第1号となった安藤勝己、柴山雄一が在籍していた競馬場として知られ、昭和から平成にかけて「怪物」フェートノーザン、「名馬」オグリキャップや「女傑」マックスフリート、その後もオグリローマン・ライデンリーダー・レジェンドハンター・ラブミーチャンなどを輩出しており中央地方の枠を超えて注目を集めることが多い競馬場の一つである。2004年（平成16年）に「名馬・名手の里 ドリームスタジアム」の愛称がつけられ、各種PRに用いられている。
競馬の主催者は岐阜県地方競馬組合（岐阜県、笠松町、岐南町で構成される一部事務組合）。オッズパーク、D-Net加盟競馬場。名古屋競馬と交互に開催され名古屋競馬開催時は場外発売を行う。また、全国でも珍しい滞在型交流を実施しており、冬季期間中は金沢競馬場所属の競走馬が所属変更することなく笠松競馬場・名古屋競馬場の両方の馬房に滞在してレースに出走する。馬だけでなく、調教師などの関係者や、騎手も毎年10名前後滞在してレースに参加する。トータリゼータシステムは日本ベンダーネット。
発売締切前に流れる曲はフランク・ミルズの『愛のオルゴール』であったが、2011年（平成23年）10月3日に曲を変更。さらに、2021年（令和3年）9月8日からの開催再開に伴い『FINE PLAY!』に一新された。
かつての最寄駅は名古屋鉄道名古屋本線東笠松駅で、競馬開催時には優等列車も停車していたが、利用客減少から2005年（平成17年）1月29日に廃止された。現在の最寄駅は隣の笠松駅である。笠松駅は快速特急・特急停車駅であるが、ミュースカイはすべて当駅を通過し、競馬開催日でも臨時停車は行われない。
まちの駅に登録されており、まちの駅としての名称は「オグリキャップの駅」である。

## 歴史

### 前史

#### 地方競馬規則の制定
1927年（昭和2年）に地方競馬規則が制定され、馬産県の岐阜県には中津競馬場（恵那郡中津町（現在の中津川市））、各務原競馬場（高須競馬場を買収して1931年に創設）、養老競馬場（養老郡養老村字白石（現在の養老郡養老町に1938年創設。1939年廃止。）が設置された。
このうち1927年に創設された中津競馬場が1934年（昭和9年）に移転して創設されたのが笠松競馬場である。

#### 中津競馬場
1927年（昭和2年）、恵那郡中津町大字駒場（現：中津川市）に中津競馬倶楽部によって開設された競馬場。馬場は1周800m。
1933年（昭和8年）秋までに春秋14回（41日間）開催されたが、山間部であることから入場者が少なく、経営困難となった。移転先として岐阜市、大垣市、土岐郡多治見町（現：多治見市）が候補となるが、1934年（昭和9年）に羽島郡八剣村（現：岐南町）へ移転が決まり、その後笠松町に変更された。
跡地の一部は農地、宅地、岐阜県立中津商業高等学校第2グラウンドとなっている。また、1929年（昭和4年）に中津競馬倶楽部有志によって建立された馬頭観音の石碑が残っている。

### 戦時中の笠松競馬場
先述のように、1927年に創設された中津競馬場は1934年に移転して笠松競馬場となり、1938年時点で岐阜県内には笠松競馬場、各務原競馬場、養老競馬場の3か所の競馬場が開設されていた。しかし、1939年（昭和14年）に軍馬資源保護法が制定されると、競馬場は各県に一か所に限定され、最も売り上げの大きかった笠松競馬場だけが存続することになった。その笠松競馬場も戦争の激化により1943年（昭和18年）に中止となった。

### 競馬法制定後の笠松競馬場
第二次世界大戦後の混乱期には能力検定競技会として競馬が開催されたこともあったが、1946年（昭和21年）11月には新たに公布された地方競馬法に基づいて競馬が開催された。ところが戦前に競馬を主催していた団体はGHQから戦争協力者とみなされ、笠松競馬を主催していた岐阜県馬匹組合連合会も1948年（昭和23年）7月に解散した。
しかし、同じ1948年7月の競馬法制定を受けて岐阜県は「岐阜県地方競馬委員会」を設置した。そして同年10月に戦災の事由の指定を受けた岐阜市と大垣市からの委託を受ける形で県営競馬が開催された。
1955年（昭和30年）2月には公営ギャンブルへの非難が高まり、岐阜県議会が県営競馬の廃止を決定。そのため同年4月に二市競馬組合（岐阜市・大垣市）と町村競馬組合が施設を借用して組合直営競馬を開始した。
1962年（昭和37年）、競馬法改正により開催権が原則として都道府県のみとなり、紆余曲折ののち、最終的に災害指定市町村の開催権が1968年（昭和43年）3月31日までとされたことを受け、施設管理組合「笠松競馬場管理組合」を設立して旧災害指定市町村は施設の賃料を受ける形で競馬収益の配分を受けることとした。
1968年（昭和43年）4月、災害指定市町村に開催権がなくなったのを受け、岐阜県が競馬事業に復帰して岐阜県・笠松町・岐南町の三者での共同開催となった。そして1970（昭和45年）年4月に以上の三者による「岐阜県地方競馬組合」が設立された。
2006年（平成18年）3月7日から、インターネットストリーミングライブ放送が開始された。
2015年（平成27年）には、笠松町へのふるさと納税に対する返礼品として、レース名の命名権が追加された。
2018年（平成30年）4月には、地域に密着し、地域に愛される笠松けいばを目指して、「笠松けいばファンクラブ」が始動した。
2021年（令和3年）1月19日、後述の競馬法違反事件に関する新たな報道が朝日新聞より報じられた事を受けて、この日より同年9月7日まで約8か月間開催中止。9月8日から開催再開となった。
2022年（令和4年）4月29日には『ウマ娘 シンデレラグレイ』とコラボし、メインレースに「ウマ娘シンデレラグレイ賞」を実施した。当初は前年1月19日に予定されていたが、競馬法違反事件により中止になっている。

## コース・施設概要

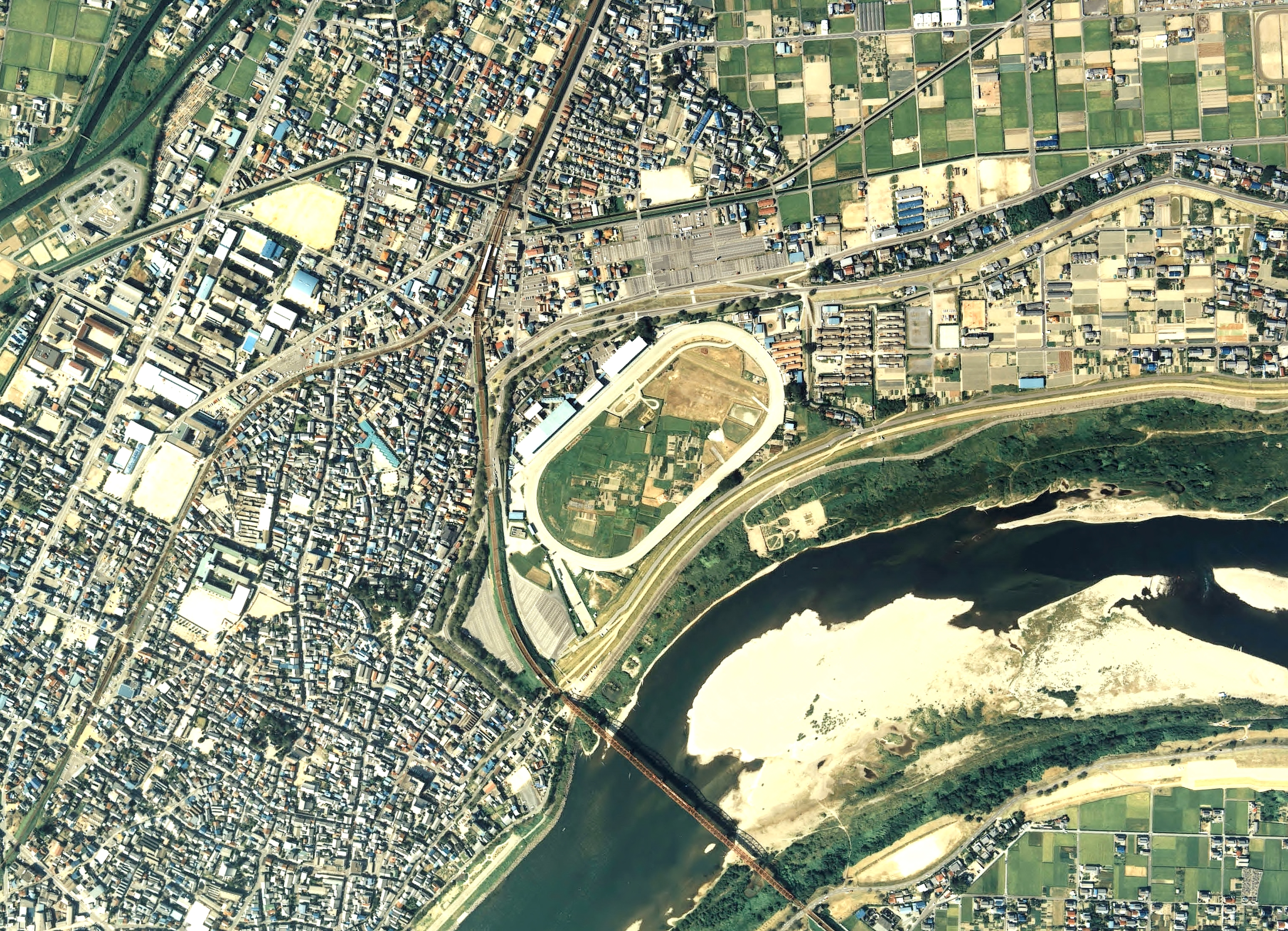
笠松競馬場付近の空中写真。南東側を流れる川は木曽川である。1987年（昭和62年）撮影。

コースは木曽川の畔に位置しており、一周1100mの右周りコースである。厩舎は競馬場から離れたところにあり、調教の際には厩舎（円城寺厩舎（笠松町円城寺）、薬師寺厩舎（岐南町薬師寺））から競馬場まで延々と歩いて移動させる。移動の際には公道を一度横断しなければならないが、下馬してしまうと競走馬が暴れて危険な場合もあるため、横断歩道にある信号機の押しボタンは下馬しなくてもボタンを押せるように高い位置にも設置されていた（2024年現在、信号機は廃止）。道路には「馬横断注意」の標識も設置されているが、後述の通り、これまでに競走馬と乗用車が衝突してしまう事故が複数回起こっている。事故防止のため、円城寺厩舎を廃止し競馬場の西側駐車場に新たな厩舎を新設、さらに薬師寺厩舎を拡張する計画である。

### コース
- ダート右回り - 1周1100m・幅員20m
- 直線（4コーナーから決勝線まで） - 238m
- 施行可能距離 - 800m、1400m、1600m、1800m、1900m、2500m
- 出走可能頭数（フルゲート） - 12頭[注釈 1]

### 施設
パドックは日本の競馬場で唯一、コースの内側にあり、直線のほぼ真ん中の位置にある。
2017年（平成29年）3月に大型ビジョンが完成。

### ギャラリー

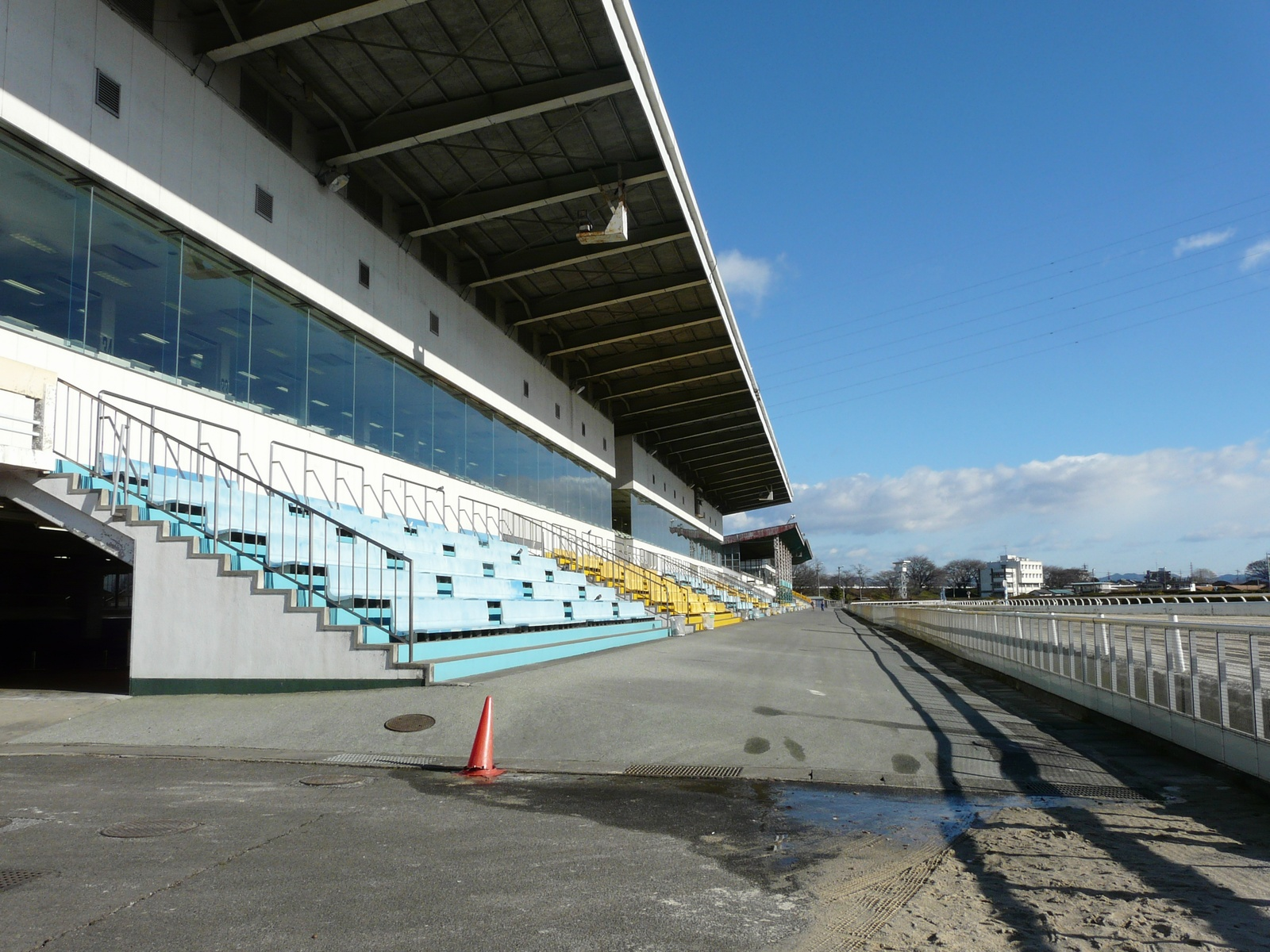
スタンド
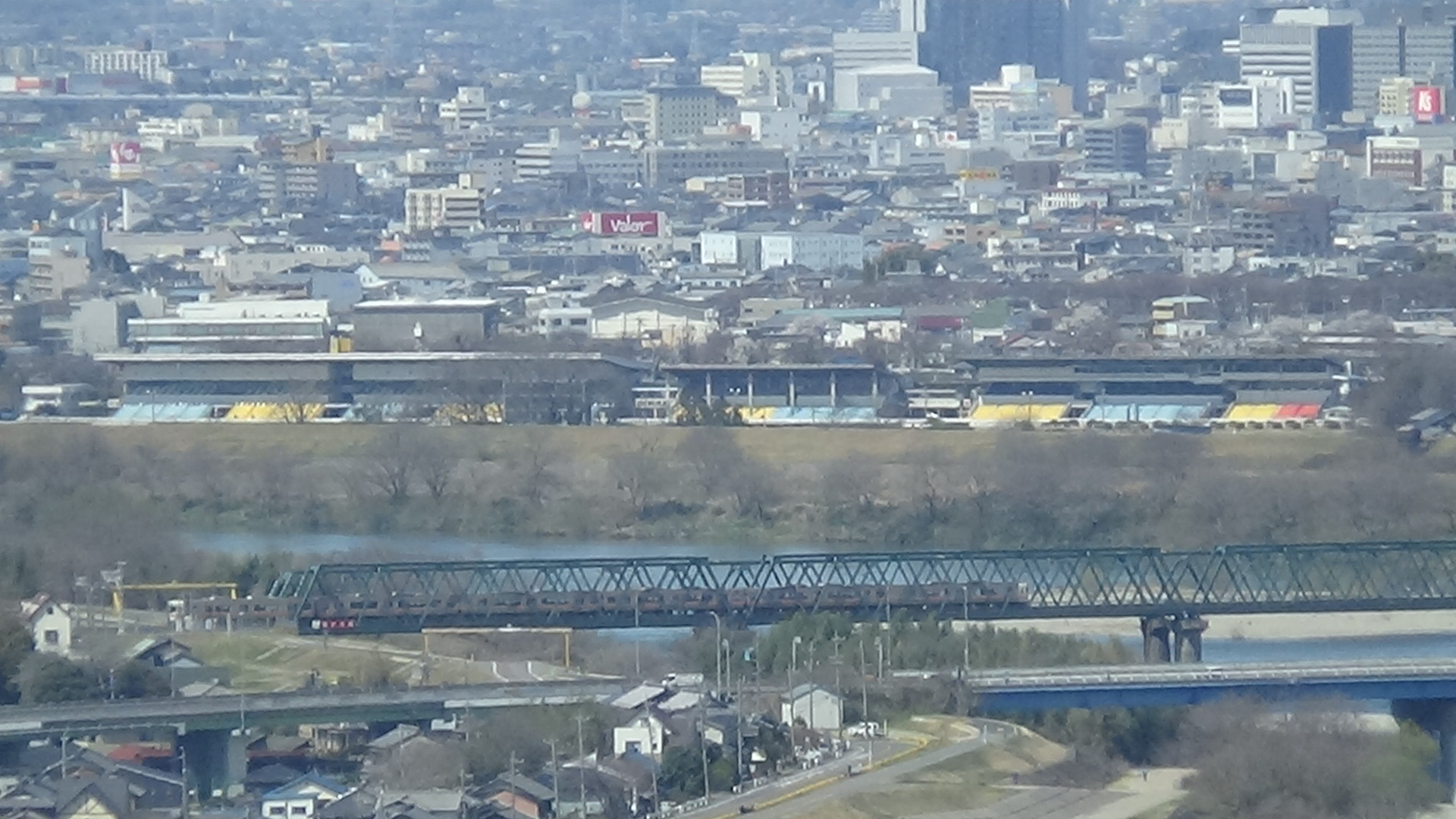
スタンドをツインアーチ138より望む。右から東・中央・西スタンド
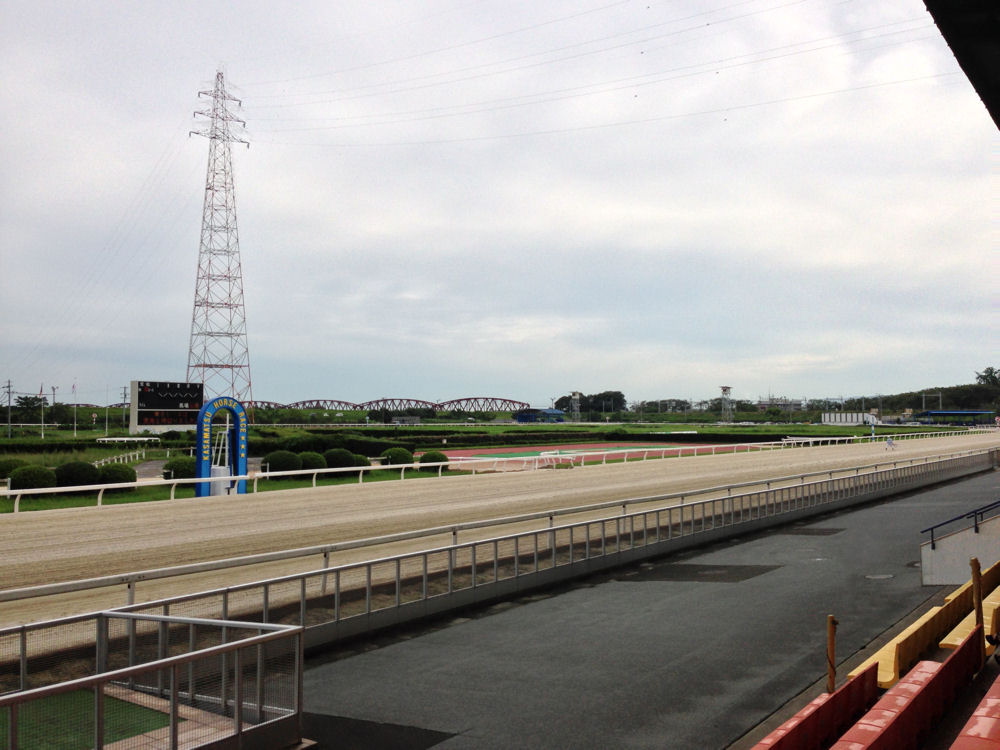
直線コース
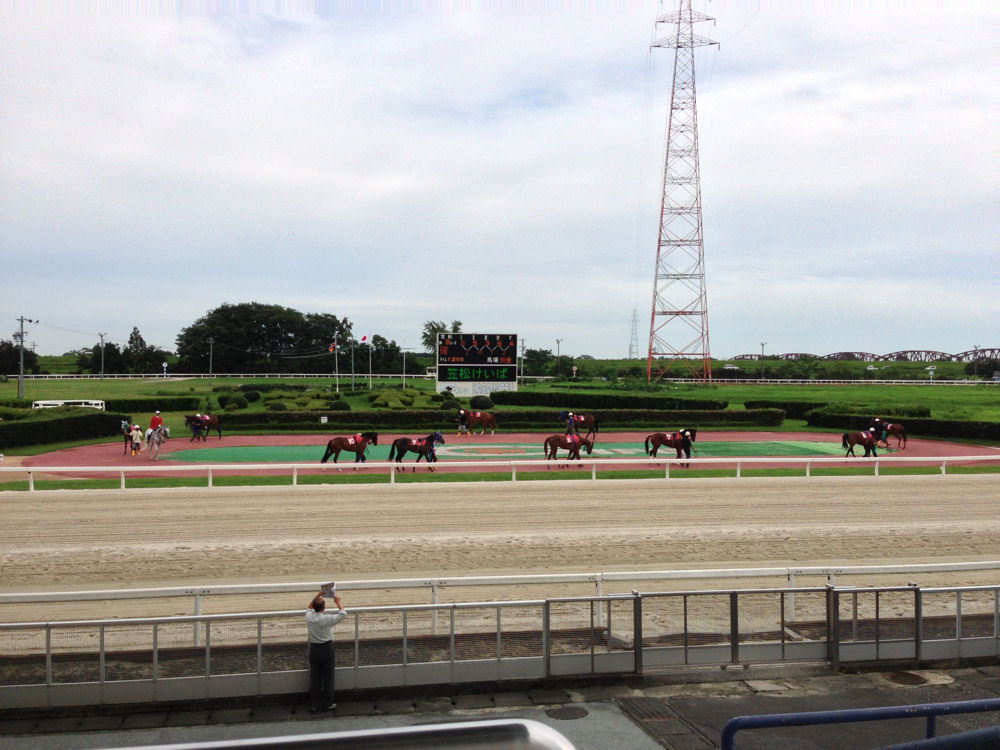
パドック
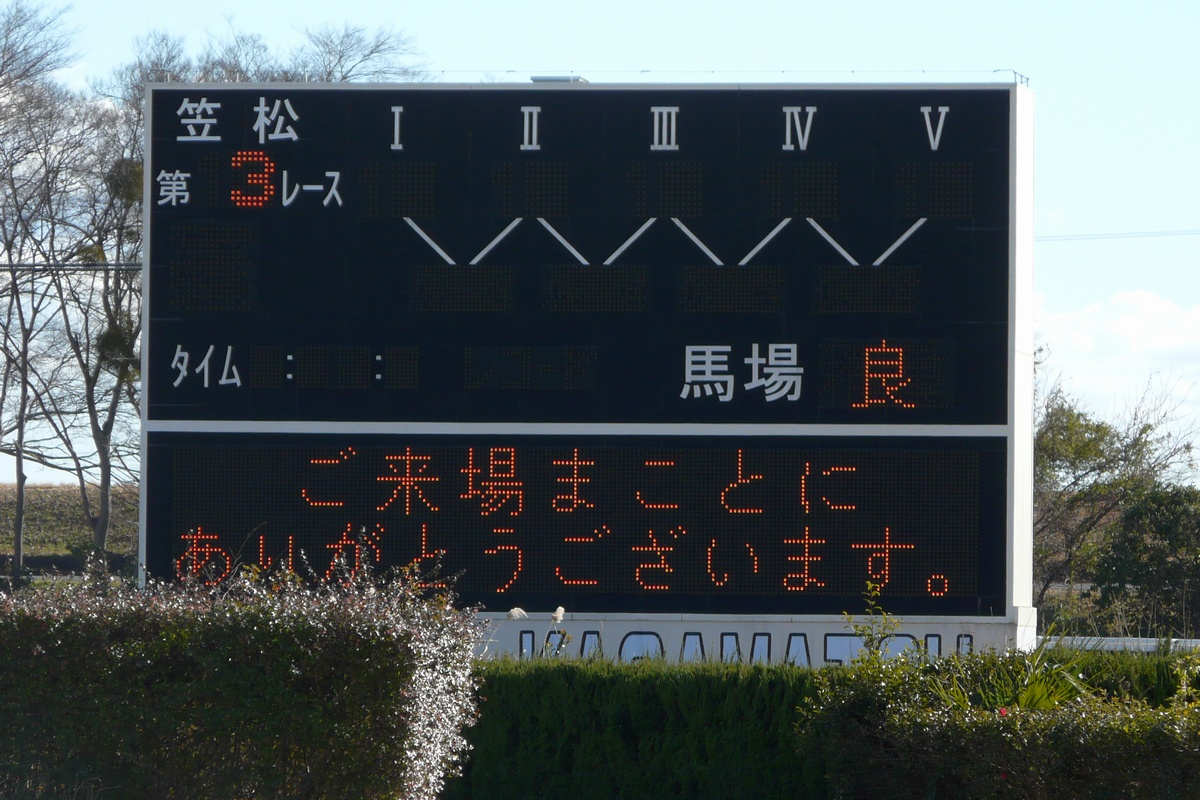
電光掲示板
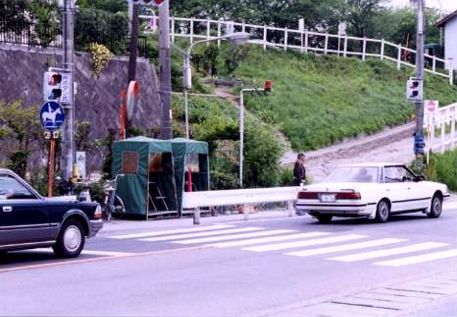
競馬場のそばにある馬道
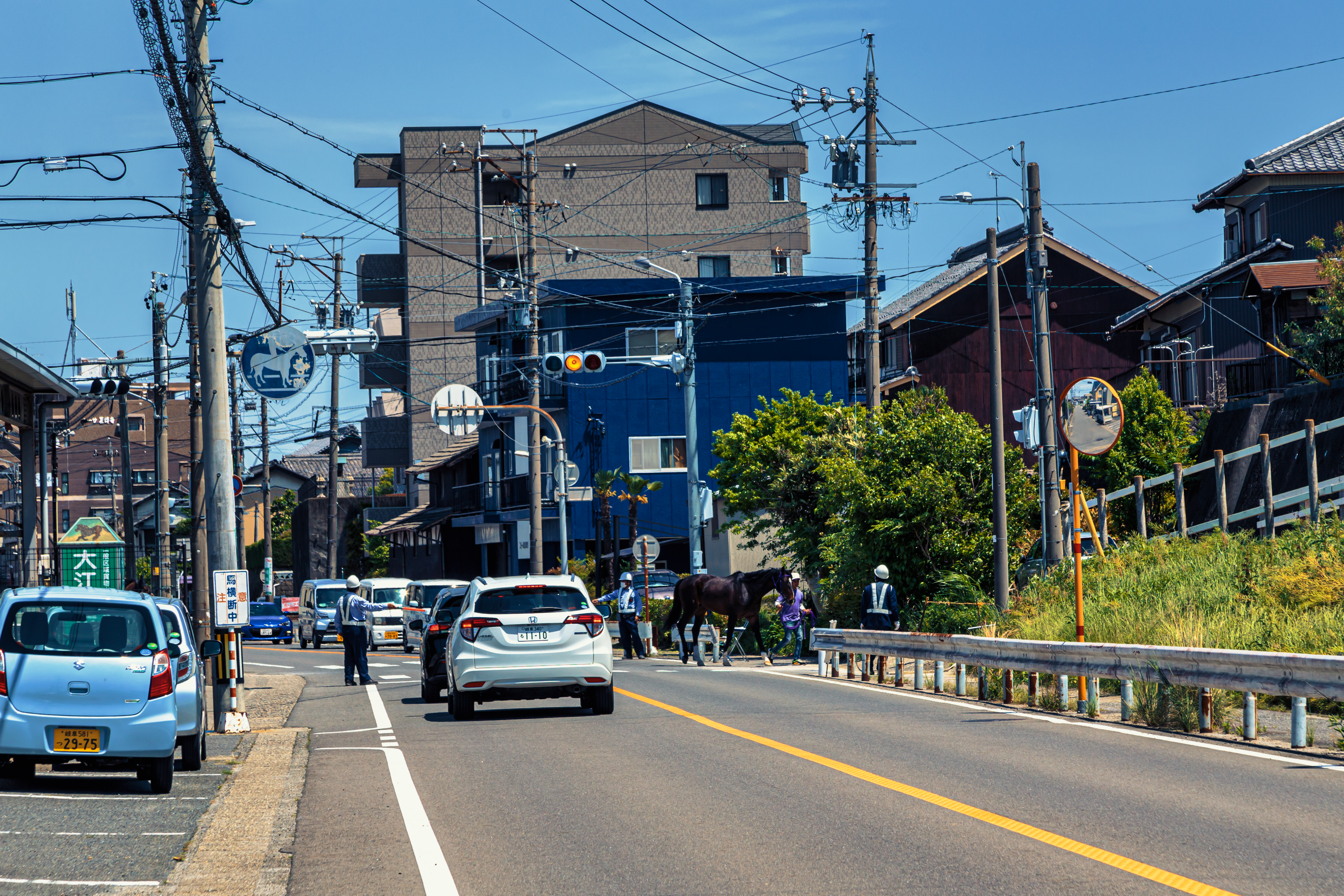
公道を横断する馬

## 主なレース

### 2歳
- 秋風ジュニア（P）
- ジュニアクラウン（P）
- ジュニアキング（P） - 2014年（平成26年）新設
- ラブミーチャン記念（牝馬限定・SPI） - GRANDAME-JAPAN（2歳シーズン）対象レース
- ライデンリーダー記念（牝馬限定・SPI） - 以前はジュニアグランプリのレース名で実施
- ネクストスター笠松（2023年新設[10]）

### 3歳
- ぎふ清流カップ（SPI、2018年新設）
- 新緑賞（SPIII）
- クイーンカップ（牝馬限定・SPIII） - 東海地区交流（2025年は休止）
- 岐阜金賞（SPI） - 2020年までは東海・北陸・近畿地区交流競走であった
- ゴールドジュニア（SPIII） - 弥生賞ディープインパクト記念、スプリングステークス、若葉ステークスの東海・北陸・近畿地区トライアル
- 西日本3歳優駿（2016年（平成28年）新設、名古屋・金沢・園田・高知・佐賀での持ち回り開催[11]）
- ネクストスター中日本（2024年新設、名古屋・金沢との持ち回り）
- ブルームカップ（P、2023年新設[12]）（2025年は休止）
- 笠松若駒杯（P、2024年新設）
- ジュニアグローリー（SPII、2024年新設）
- 笠松プリンシパルカップ（P、2024年新設）
- 岐阜新聞・岐阜放送杯（P、2024年新設）

### 3歳（4歳）以上
- オグリキャップ記念（SPI） - 地方競馬全国交流
- 飛山濃水杯（SPII） - 東海地区交流、2019年（令和元年）新設
- サマーカップ（SPII） - キーンランドカップ、セントウルステークスの東海・北陸・近畿地区トライアル（2025年は休止）
- くろゆり賞（SPI） - 東海・北陸・近畿地区交流
- 撫子争覇（SPIII、2023年新設）
- オータムカップ（SPII） - 東海・北陸・近畿地区交流
- 笠松グランプリ（SPI） - 地方競馬全国交流、以前は全日本サラブレッドカップのレース名で実施
- 東海クラウン（SPIII、2023年新設）
- 東海ゴールドカップ（SPI）
- レジェンドハンター記念（SPIII）
- 白銀争覇（SPII） - 阪急杯、オーシャンステークスの東海・北陸・近畿地区トライアル
- マーチカップ（SPII）
- ブルーリボンマイル（SPI、2024年新設）

※ P=プレステージ、SP=スーパープレステージ（Super Prestige）の略
なお、2008年（平成20年）までフローラステークスの東海・北陸・近畿・中国地区トライアルとして行われてきた若草賞は2009年（平成21年）より福山競馬場、2014年（平成26年）より名古屋競馬場で実施されている。
笠松競馬開催期間の最終日には、一定以上の実績を残した馬（いわゆる「オープン馬」）による「東海クラウン」が行われる。

### 騎手招待競走
- ヤングジョッキーズシリーズ（2017年 - 、トライアルラウンドを開催）

## 所属騎手
- 岐阜県地方競馬組合を参照。

## 主な出身馬
- オグリキャップ - 引退式が行われた際は笠松競馬場が超満員となり、入場できなかったファンは土手などで引退式を見物した。オグリキャップの子の活躍を描いたテレビドラマ『オグリの子』（ドラマ愛の詩、1998年（平成10年）8月3日・4日放送）が同競馬場とその周辺で撮影された。
- オグリローマン
- ワカオライデン（日本中央競馬会から移籍）
- ライデンリーダー
- フェートノーザン（日本中央競馬会から移籍）
- レジェンドハンター
- マックスフリート
- トミシノポルンガ
- ミスターボーイ
- ステートジャガー
- フジノウェーブ
- タイプスワロー
- ハカタビッグワン（船橋競馬場から移籍）
- ミツアキタービン
- ミツアキサイレンス
- マルヨフェニックス
- ラブミーチャン（日本中央競馬会（登録のみで未出走）から移籍）
- エレーヌ（ホッカイドウ競馬から移籍）
- コロニアルペガサス
- ブレーブボーイ（名古屋競馬場 → 日本中央競馬会 → 当地）
- リユウアラナス
- ダイタクチカラ
- キンカイチフジ（アングロアラブ）
- スズノキャスター（アングロアラブ）
- オグリオー（アングロアラブ）
- ツルギベンサー（アングロアラブ）

## 勝馬投票券
2007年（平成19年）4月より、「TRIPLE DREAMS」として今までの笠松競馬場・名古屋競馬場に金沢競馬場も加えた相互発売体制になった。現在は、基本として日・火は金沢競馬場のレースを笠松競馬場・名古屋競馬場にて、月・水・木・金は笠松競馬場・名古屋競馬場のレースを金沢競馬場にてそれぞれ場外発売する。なお、シアター恵那でも金沢競馬場のレースを発売する。6月より、他地区のナイター競走で行われるダートグレード競走の日を中心にリレーナイターを実施。実施当日には笠松・名古屋競馬のレース終了後に大井競馬場や川崎競馬場などのレースを発売する。なお、シアター恵那でも発売をする。
2012年（平成24年）6月8日をもって枠単を廃止し、10日の金沢競馬場外発売からワイドの発売を開始した。
2014年（平成26年）9月10日より、笠松競馬場ならびに各場外発売所でフォーメーションでの勝馬投票券購入が可能になった。
2014年（平成26年）10月4日より、笠松競馬場ならびに場外発売所「シアター恵那」にて、地方競馬共同トータリゼータシステムを利用した中央競馬（JRA）の勝馬投票券発売を開始した。中央競馬の発売においてはそれぞれJ-PLACE笠松ならびにJ-PLACE恵那の名称で案内される。（J-PLACEで購入した馬券の払い戻しは、他の地方競馬主催者を含むJ-PLACEでのみ可能。場外勝馬投票券発売所#J-PLACEでの発売についてを参照）。

### 発売する馬券の種類
○…発売 ×…発売なし
| 単勝 | 複勝 | 枠番連複 | 枠番連単 | 馬番連複 | 馬番連単 | ワイド | 3連複 | 3連単 |
| ---- | ---- | -------- | -------- | -------- | -------- | ------ | ----- | ----- |
| ○    | ○    | ○        | ×        | ○        | ○        | ○      | ○     | ○     |

### 場外馬券売場
岐阜県
- シアター恵那（岐阜県恵那市）

愛知県・三重県
以下の愛知県競馬組合管理の施設でも場外発売が行なわれている。
- 中京競馬場（愛知県豊明市）
- 名古屋競馬場（愛知県弥富市）
- サンアール名古屋（愛知県名古屋市港区）
- サンアール大須（愛知県名古屋市中区）
- サンアール弥富（愛知県弥富市）
- サンアール磯部（三重県志摩市）

過去
- 早朝前売発売所（岐阜県羽島郡岐南町薬師寺4丁目19）
  - 1990年4月に開設。通勤前のサラリーマンらも利用できるよう開設当初は午前7時30分から営業していた。新型コロナウイルス感染拡大の影響で2020年3月から営業を休止。「施設の損耗など今後の営業が困難である」として、2023年3月31日をもって廃止された[15][16]。

## レース予想・実況
馬がパドック（下見所）周回中に予想紙記者による解説が行われている。
予想紙は「競馬エース」と「競馬東海」の2紙で価格はいずれも550円である（以前は穴予想で有名だった「ケイシン」もあった）。
複数いる笠松競馬場公認予想屋のうち「大黒社」こと一岡浩司は元近鉄運転士で、テレビ、雑誌等への出演歴も多数ある。また、2006年（平成18年）から2009年（平成21年）まで活動していた女性予想屋の師匠（指南役）も務めていた。
実況は以前、主に弘報館の畑野謙二や河村憲広、岸和田競輪場の岸和田BBスタジオでキャスターをしていた岸根正朋、藤原健一が担当していた。2013年（平成25年）4月8日からは耳目社所属の実況アナウンサーや、西田茂弘（元福山競馬場実況アナウンサー）が担当しているほか、2018年（平成30年）6月からは元日本放送協会（NHK）・ラジオNIKKEIアナウンサーの舩山陽司も不定期ではあるが場内実況を担当している。

## テレビ中継
1990年代中頃に 競馬開催日には岐阜放送のテレビで15:00 - 16:25の放送枠で「笠松競馬中継」を放送していたことがある。1980〜1990年頃には岐阜放送のラジオでも生ワイド番組内でレース実況を入中することもあった。
2011年（平成23年）4月〜2013年（平成25年）3月の間、スカパー!のエキサイティング・グランプリ（709ch）で、開催日に無料放送（ノースクランブル放送）の『笠松競馬中継』（13:00 - 17:00）を放送していた。2013年4月からは中継を行っていなかったが、2014年（平成26年）度からは地方競馬ナイン（701chか702ch）でオグリキャップ記念と笠松グランプリの開催日に限り中継を行う。
グリーンチャンネルでは2012年（平成24年）、2013年（平成25年）、2015年（平成27年）に笠松グランプリを中継した（詳細はグリーンチャンネル地方競馬中継を参照）。

## 現状

### 赤字問題
笠松競馬は上述の通り数々の名騎手や名馬を輩出し、全国地方競馬でも確かな存在感を持ってきた競馬場である。しかし1990年代後半から単年度赤字が続いていたことや売り上げ好転の見通しも暗いことなどから、2004年（平成16年）に将来的な廃止も含めた検討が行なわれるなど中長期的な見通しが不透明な状態になっている。
2005年（平成17年）度は黒字売り上げが見込めない場合は廃止を検討するという案が岐阜県議会に上程されたが、関係者の賃金やレースの賞金を減らしたり（オグリキャップ記念・全日本サラブレッドカップのダートグレード競走からの撤退もその一環である）3連単馬券の発売を開始し、2005年（平成17年）度は8,000万円の黒字となり今後も黒字売り上げが見込めると判断されたため2006年（平成18年）度も開催が継続することとなった。しかしその後も売上不振は続き、2010年（平成22年）度は赤字が最大で3億1500万円と試算されたことから、組合は賞金と出走手当の最大4割削減などのコストカットを提案。反発した馬主や厩舎サイドとの交渉の結果、15%の削減と基金の取り崩しで合意がなされ、当面の存続が決定した。また、財源確保のため、競馬場に募金箱を設置するなどで寄付金を募るという、全国初の試みもなされることとなった。
しかし県議会に廃止案が出され大幅な賞金カットが実施されるなどしたこともあり、競馬場の先行きや自身の生活に現在も不安を抱いたままの厩舎関係者は非常に多い。かつては全国有数の水準の高さで知られた騎手陣も、安藤勝己以後も川原正一・柴山雄一・安藤光彰とトップ・中堅クラスの人材の流出が止まらず続いている。実際、安藤光彰などは中央競馬の騎手免許試験合格の際のマスコミのインタビューの際、中央競馬への移籍の最大の動機として笠松競馬の先行きが不透明なことを挙げており、岐阜県や笠松競馬側が中長期的な経営展望を打ち出せなかったことが流出を招いた一因になったといえる。
現在では、これら移籍していった者たちの他にも将来的な中央競馬の騎手試験の受験希望を明言する者もいる。このこともあり、競馬場運営の早急な安定は騎手の確保やファンの維持にとって早急に解決すべき課題としてさまざまな競馬マスコミからも指摘を受けるところとなっている。
近年は、馬券のインターネット販売が好調であることや、中央競馬（JRA）の馬券発売の効果で単年度収支は黒字計上を続けており、施設改修や賞金増額にも取り組んでいる。

### 土地施設賃貸借問題
笠松競馬場は建設時に地主との交渉がうまくいかなかったことから、全国では珍しく競馬場の敷地の98 %が私有地になっており、コース内側には畑や水田に墓地まで存在する。このために多額の土地施設賃貸料が発生しており、赤字が続くようになった笠松競馬場の経営にとって大きな足枷となった。黒字が見込めなければ廃止という条件が課された2005年（平成17年）度には地主らが笠松競馬存続に協力する形で賃貸料を固定資産税相当額に引き下げたが、笠松競馬が単年度黒字を計上した2006年（平成18年）度以降の賃貸料を巡って増額を求める地主らの一部と低く抑えたい競馬組合が対立。賃貸借契約が合意に達しないまま笠松競馬が開催を続けたため、敷地の約30 %を占める一部の地主らが賃貸借契約終了の確認とこれまでの賃貸料支払い並びに原状回復を求めて競馬組合を提訴するに至った。2008年（平成20年）5月の岐阜地裁一審判決では地主側が勝訴。競馬組合側は控訴した。第2審の名古屋高裁では和解協議が持たれ、2010年（平成22年）度まで坪当たり賃料1200円とすることで合意した。しかしながら2011年（平成23年）度以降は固定資産税評価額など客観的基準に基づき賃料を算出することになっており、笠松競馬場の存続見通しが不透明なのは変わりがない。

## 不祥事・事故・事件

### 競馬法及び覚醒剤取締法違反事件
1975年（昭和50年）、暴力団関係者による覚醒剤の取引を巡り同年8月に密売組織が摘発され、関係者が覚せい剤取締法違反容疑で逮捕されたことに関連し、笠松所属の騎手3名、厩務員7名が逮捕者に含まれていた。捜査の過程で暴力団関係者によるノミ行為や八百長依頼などの「笠松競馬場への進出をもくろんでいた」事が判明し、複数の騎手、厩務員、調教師、馬主が競馬法違反や覚醒剤取締法違反容疑で相次いで逮捕された。この影響により岐阜県地方競馬組合はファンに対して「公正な競馬」を確保できないとして、同年10・11月の開催が自粛となった。不祥事による笠松での開催自粛はこの時点で初となった。組合は再発防止策として、厩舎関係者との外部との接触の遮断を行い、騎手に対しては、厩舎での食事を調整ルームで取るようにしたほか、レース前日の13時から最終日のレースが終わるまで調整ルームに拘束する方式を採用した。同じ東海地区の名古屋競馬でも厩舎関係者の逮捕が続出している。この結果、複数の騎手を含む関係者の免許剥奪や競馬関与停止となった。なお、在籍騎手の人数が激減した事で、安藤勝己を始めとした新人騎手の騎乗機会が増えたとされている。

### 東海ゴールドカップ周回誤認事件
1981年（昭和56年）12月30日に行われた東海ゴールドカップ（2,500m）で、ダイサンフジタカ騎乗の井手上慎一が距離を1,400mと錯誤し、2周目直線で手綱を緩めてスピードダウンしたため5着に敗れ、上位人気馬であったことから場内のファンが「八百長だ」と騒いで返金を要求。一部のファンは管理事務所を取り囲み、さらに興奮したファンが予想紙を販売する小屋への放火や窓ガラスを割るなど暴徒化、岐阜県警機動隊や羽島署員が出動する事態となり、警察官に暴行を働いたファン1名が公務執行妨害容疑で逮捕される始末となった。なお、公正委員は井手上の距離錯誤によるミスを認めたものの、地方競馬実施規則に基づき、審議対象にならずレースは成立という結論を下した。また、井手上は笠松競馬での騎乗を無期限で停止（後に解除）され、所属していた名古屋競馬でも10日間の騎乗停止となった。

### ハロー車侵入事件

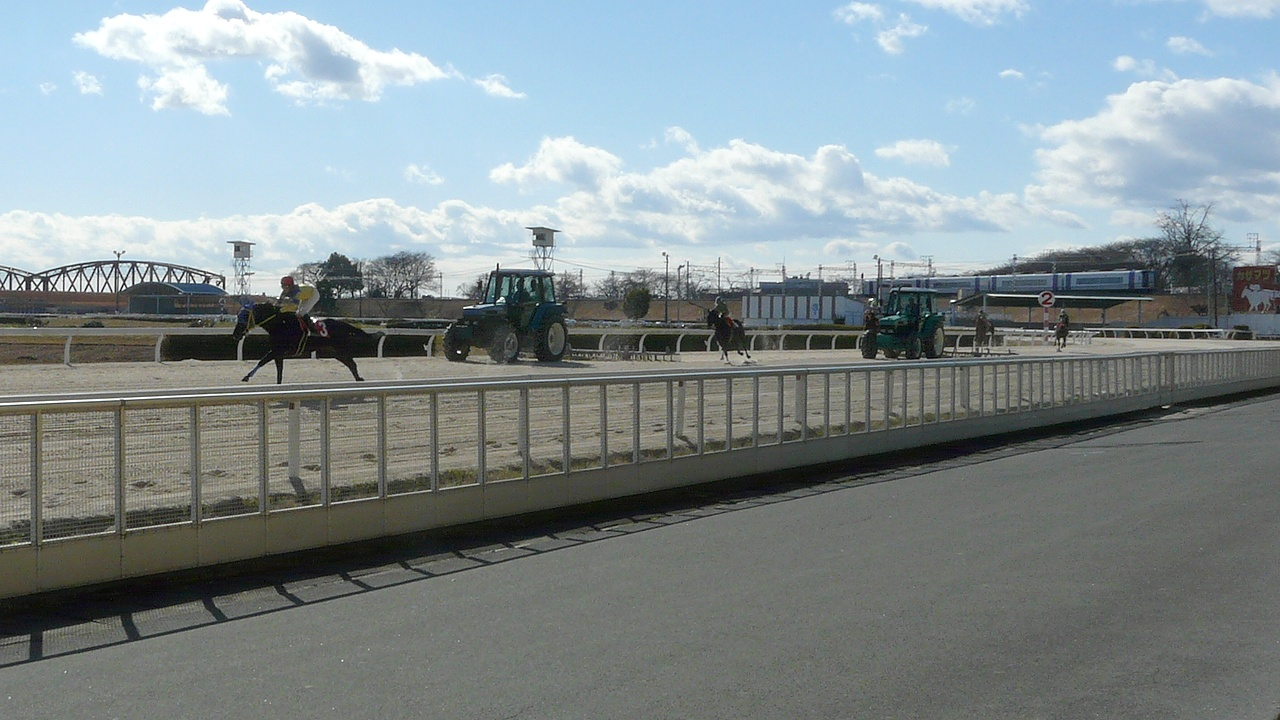
ハロー車が侵入した2011年1月7日第3レースの模様

2011年（平成23年）1月7日第3競走（若竹特別A2 ダート1,800m 5頭立て）にてハロー車（馬場を均すための専用車）がレース中に侵入し、競走を妨害したとして競走不成立となる事故が発生した。
向正面からスタートし、コースを1周半する1,800mの距離で行われたレースだったが、馬場整備の受託業者が800m（スタート地点は1800mと同じ向正面）で行われるレースと勘違いし、レース中にもかかわらずコースにハロー車を入れ整備を始めた。
最後の直線に差し掛かったところで、競走中の5頭は2台のハロー車の間を縫うようにしてゴールインしたが、競走全般に重大な影響を与えたものと見なされ、競走不成立となり、当競走に関する勝馬投票券は全て返還（無条件払い戻し）となった。払戻総額は786万2,000円。当然ながら不成立とならなければ的中していた勝馬投票券を持っていた者も数多くおり、抗議も相次ぐ事態となった。
なお笠松競馬では、午前中に1,800mのレースが行われることは少なく（1,800mのレース自体も開催期間中に僅かしか行われない）、それも業者の勘違いに繋がったと言われる。1着で入線した尾島徹騎手は「直前で気付き何とか避けたが、とにかく驚いた。頭数が少なく、ばらけた展開のレースだったから、ケガなく済んだが本当に危なかった」と振り返り、「こんな杜撰なことでは、ファンの信用を失ってしまう」と語った。

### 競走馬の脱走・逃走
先述の通り、厩舎と競馬場の間を馬運車ではなく徒歩で移動するため、1991年（平成3年）以降、競走馬が脱走・逃走するなどの事故が15件以上、うち競走馬と乗用車が衝突してしまう事故が7件以上起こっている。
2013年（平成25年）2月20日1時45分頃、スイート（牝6歳）が装鞍所で調教されていた際に他の競走馬が暴れる姿に興奮、逃走し走行中の軽乗用車と正面衝突した。運転手の男性にケガはなかったが、スイートは左前脚の付け根を負傷し予後不良となった。同年3月10日にも乗用車との衝突事故が起こっている。4月26日、第5レースに出走予定だったミッキーオスカー（牡4歳）が脱走し、約10km走り抜け各務原市内の公園で保護された。第5レースは2番人気であったミッキーオスカーを除外した8頭で行われた。10月28日3時5分頃、コスモビジョン（牝2歳）が場内コースで調教されていた際に突然暴れだし逃走、約300m東の堤防道路で走行中の軽乗用車に正面衝突した。運転手の男性とコスモビジョンが死亡したほか、軽乗用車が対向の乗用車にも衝突して運転手の男性がケガをした。当時、装鞍所出入口の男性パート警備員が業務日誌の手直しのため持ち場を離れており、鉄柵は開放状態で、置き柵などの放馬対策も機能しなかったという。その年4回目の脱走であり、開催を自粛し名古屋競馬は開催日程を変更することになった。その後、11月18日から4週間ぶりに開催されたのに伴い、警備員の増員や非常サイレン増設に当面は月に一度、競走馬の逃走を想定した訓練を実施するなど再発防止策が行われた。翌2014年（平成26年）10月7日に男性パート警備員が業務上過失致死傷容疑で岐阜地検に書類送検された。警備会社や、笠松競馬場を管理する県地方競馬組合については、サイレンの設置や監視態勢の強化などの事故防止策を講じていたことから、立件は見送られた。
2019年（令和元年）6月12日9時45分頃、厩舎に帰厩途中の4歳牡の競走馬1頭が車のエンジン音に驚いて暴れ、厩務員の手綱を切って逃走した。車両通行のため開いていたゲートから公道に出たものの、約5分後に住宅地で確保され、人馬にケガはなかった。前述の2013年（平成25年）の事故も含め、度重なる放馬事故を受けて、岐阜県地方競馬組合は同月17日に厩舎入口に従来の遮断機に加え、横に開閉する伸縮型のアルミ製フェンスと鉄製バリケードを設置し、組合職員や警備員らによる対応訓練が行われた。なお、県競馬組合は「事故の再発防止対策を徹底するため」として予定していた同月18日から21日の競馬開催を自粛した。

### 騎手・調教師の不祥事続出と開催自粛
2020年（令和2年）6月、関係者が勝馬投票券を購入した競馬法違反容疑で、所属の調教師1名、騎手3名が岐阜県警察より任意による事情聴取と自宅や厩舎など家宅捜索を受けたことが公表された。岐阜県地方競馬組合（以下「組合」）は「警察の捜査に全面的に協力し、必要に応じて関係者に厳正な処分をする」とコメントしていた。
その後、同年7月末の騎手（調教師）免許更新時に、尾島徹、佐藤友則、島崎和也、山下雅之の4名が免許を更新せず引退。共同通信や産経新聞などは「免許を交付されず引退した人物」が「馬券購入に関わった容疑で捜査中の調教師と騎手の4人」であるという趣旨の報道をしている。
厳正な処分をするとしていた組合であったが、この「引退」に際して対外的な発表は行わず、またこの4人以外への調査が不十分であり、後の第三者委員会の設置へと繋がる事となる。
2021年（令和3年）1月19日には再び、所属する騎手、調教師などが競馬法で禁止される勝馬投票券を購入し、名古屋国税局から申告漏れを指摘されたという朝日新聞の報道を受け、「事実確認を行うため自粛する」として、予定していた19日から22日までの競馬開催を中止した。
岐阜県知事の古田肇は、同月19日の記者会見で第三者委員会を設けて事態の解明を行うとともに再発防止策の策定や、関係者の法令順守意識の徹底などに当たることを表明し、そのうえで2月の開催も休止し「遅くても3月には笠松競馬を再開したい」との見通しを述べたものの、真相の解明にはさらなる時間を要することから3月から5月までの開催も休止されることになった。
2021年（令和3年）4月1日には、2020年（令和2年）及び2021年（令和3年）の不祥事を調査した第三者委員会による報告書が公開された。
この中では、2012年（平成24年）から2020年（令和2年）までの8年間に渡り、最大8名の騎手グループが競馬法に反し馬券を購入し、確認できただけで約1億4,000万円の利益を得て、その所得を隠していたと報告された他、馬券購入の所得とは別に経費の水増し等によって脱税を行っていた者が10名、馬券を購入していた騎手グループに対し自身が担当する馬の当日のコンディションといった情報を伝え、見返りに報酬を受け取っていた関係者が数名、別件ではあるものの女性厩務員らへのセクシャルハラスメントを行っていた調教師1名が報告された（いずれも重複あり）。
一方で疑惑のあった八百長については、複数の騎手からの証言があったものの、あくまで騎乗に対する騎手の主観以上の証拠は無いため、事実としては認定はされなかった。このうち2020年7月末に既に「引退」した4名は、第三者委員会の連絡に応答がなかったため調査はされていない。
この4名は、2021年3月11日に競馬法違反で書類送検、3月30日に略式起訴、2021年4月12日に岐阜簡易裁判所により元調教師に罰金30万円、元騎手3人に罰金40万円の略式命令が出されている。
2021年（令和3年）4月21日、岐阜県地方競馬組合は再発防止策と以下の通り関係者の処分を発表し、前年に引退した尾島、佐藤、島崎、山下の元騎手・調教師4名を「中心的な役割を果たした」として事実上の競馬界からの永久追放となる「競馬関与禁止」処分とし、複数の現役騎手・調教師も一定期間の競馬関与停止とする処分を下した。
また、組合の関係者では組合トップの管理者を務める古田聖人笠松町長を減給10分の1、3か月とするなど21人を減給や戒告などの処分とし、岐阜県知事の古田についても減給10分の1、3か月相当とした。さらに笠松町長が務めてきた競馬組合管理者を岐阜県副知事が務めることになり、笠松町長は副管理者とした。
競馬関与停止処分となった8名の騎手・調教師は、4月21日付で地方競馬全国協会がそれぞれの免許を取り消し、さらに金銭を受け取った関係者のうち、時効が成立していない騎手2名は刑事告発を受けた。なお、このうち筒井勇介、高木健の元騎手（厩務員）2名は現金は受け取ったが賄賂だという認識は無かったと主張し、処分の取り消しを求めて岐阜県地方競馬組合および地方競馬全国協会を相手に岐阜地方裁判所に5月31日付で提訴し、その後、岐阜地裁は処分は違法として処分取り消しを認め、判決が確定。これをうけて、2024年7月の令和6年度第1回調教師・騎手免許試験に両名とも合格し、同年8月1日付で騎手免許が再発効されることとなった。
加えて同年8月1日の免許更新時には、度重なるセクシャルハラスメント行為で重い処分を受けていた井上孝彦の調教師免許が更新されず、前日付で事実上の引退となった。組合は「地方競馬全国協会が決めたことなので仕方がない」と述べるに留めた。
| 氏名     | 職分     | 処分                                              | 処分理由 | 騎手・調教師免許                                                                                           |
| -------- | -------- | ------------------------------------------------- | --- | --- |
| 尾島徹   | 元調教師 | 競馬関与禁止                                      | 賄賂の供与、勝馬投票券購入 | 2020年（令和2年）7月31日免許失効                                                                           |
| 佐藤友則 | 元騎手   | 競馬関与禁止                                      | 賄賂の供与、勝馬投票券購入 | 2020年（令和2年）7月31日免許失効                                                                           |
| 島崎和也 | 元騎手   | 競馬関与禁止                                      | 賄賂の供与、勝馬投票券購入 | 2020年（令和2年）7月31日免許失効                                                                           |
| 山下雅之 | 元騎手   | 競馬関与禁止                                      | 賄賂の供与、勝馬投票券購入 | 2020年（令和2年）7月31日免許失効                                                                           |
| 花本正三 | 元調教師 | 競馬関与停止5年                                   | 賄賂の収受、勝馬投票券購入 | 2021年（令和3年）4月21日免許取消                                                                           |
| 東川公則 | 元調教師 | 競馬関与停止5年                                   | 賄賂の収受、勝馬投票券購入 | 2021年（令和3年）4月21日免許取消                                                                           |
| 大塚研司 | 元騎手   | 競馬関与停止5年                                   | 賄賂の収受、勝馬投票券購入 | 2021年（令和3年）4月21日免許取消                                                                           |
| 吉井友彦 | 元騎手   | 競馬関与停止5年                                   | 賄賂の収受、勝馬投票券購入 | 2021年（令和3年）4月21日免許取消                                                                           |
| 湯前良人 | 元調教師 | 競馬関与停止2年                                   | 賄賂の収受、信用失墜行為（過失による所得の申告漏れ）                                                                           | 2021年（令和3年）4月21日免許取消                                                                           |
| 池田敏樹 | 元騎手   | 競馬関与停止1年                                   | 賄賂の収受 | 2021年（令和3年）4月21日免許取消                                                                           |
| 筒井勇介 | 元騎手   | 競馬関与停止1年                                   | 賄賂の収受 | 2021年（令和3年）4月21日免許取消 （その後、岐阜地裁で処分取消確定判決→ 2024年（令和6年）8月1日免許再取得） |
| 高木健   | 元騎手   | 競馬関与停止6か月                                 | 賄賂の収受 | 2021年（令和3年）4月21日免許取消 （その後、岐阜地裁で処分取消確定判決→ 2024年（令和6年）8月1日免許再取得） |
| 井上孝彦 | 元調教師 | 調教停止90日 戒告・賞典停止30日 戒告・賞典停止4日 | 信用失墜行為（セクシャルハラスメント） 所属元騎手（佐藤友則）の指導・監督が著しく不十分 信用失墜行為（意図的な所得の過少申告） | 2021年（令和3年）7月31日免許失効                                                                           |
| 川嶋弘吉 | 調教師   | 戒告・賞典停止30日 戒告・賞典停止4日              | 所属元騎手（山下雅之）の指導・監督が著しく不十分 信用失墜行為（意図的な所得の過少申告）                                        | |
| 水野善太 | 調教師   | 戒告・賞典停止20日 戒告・賞典停止4日              | 所属元騎手（湯前良人）および所属騎手（高木健）の指導・監督不十分 信用失墜行為（意図的な所得の過少申告）                        | |
| 田口輝彦 | 調教師   | 戒告・賞典停止20日 戒告・賞典停止4日              | 所属騎手（筒井勇介）の指導・監督不十分 信用失墜行為（意図的な所得の過少申告）                                                  | |
| 柴田高志 | 調教師   | 戒告・賞典停止30日                                | 所属元騎手（尾島徹、島崎和也）の指導・監督が著しく不十分                                                                       | |
| 藤田正治 | 調教師   | 戒告・賞典停止20日                                | 所属騎手（大塚研司）および元所属騎手（池田敏樹）の指導・監督不十分                                                             | |
| 森山英雄 | 調教師   | 戒告・賞典停止20日                                | 所属騎手（吉井友彦）の指導・監督不十分                                                                                         | |
| 伊藤強一 | 調教師   | 戒告・賞典停止20日                                | 所属元騎手（花本正三）の指導・監督不十分                                                                                       | |
| 後藤正義 | 調教師   | 戒告・賞典停止20日                                | 所属元騎手（東川公則）の指導・監督不十分                                                                                       | |

このほか、不正行為に関与しなかった所属騎手10人のうち、2020年（令和2年）10月にデビューしたばかりの長江慶悟を除く9人は「競馬の公正を害する行為等を知ったにもかかわらず報告を怠った」ことが管理者指示事項に違反したとして戒告処分を受けた。
| 氏名     | 職分 | 処分 | 処分理由                                      |
| -------- | ---- | ---- | --------------------------------------------- |
| 大原浩司 | 騎手 | 戒告 | 管理者指示事項違反 （不正行為等報告義務違反） |
| 東川慎   | 騎手 | 戒告 | 管理者指示事項違反 （不正行為等報告義務違反） |
| 深澤杏花 | 騎手 | 戒告 | 管理者指示事項違反 （不正行為等報告義務違反） |
| 藤原幹生 | 騎手 | 戒告 | 管理者指示事項違反 （不正行為等報告義務違反） |
| 松本剛志 | 騎手 | 戒告 | 管理者指示事項違反 （不正行為等報告義務違反） |
| 水野翔   | 騎手 | 戒告 | 管理者指示事項違反 （不正行為等報告義務違反） |
| 向山牧   | 騎手 | 戒告 | 管理者指示事項違反 （不正行為等報告義務違反） |
| 森島貴之 | 騎手 | 戒告 | 管理者指示事項違反 （不正行為等報告義務違反） |
| 渡邊竜也 | 騎手 | 戒告 | 管理者指示事項違反 （不正行為等報告義務違反） |

2021年（令和3年）4月27日、地方競馬全国協会は再発防止策を発表。調整ルームや騎手控室における通信機器の所持と使用厳禁を改めて徹底し、金属探知機を用いて所持物や身体検査を実施、通信機能抑止装置や電磁波遮蔽フィルムの設置も定められた。笠松競馬の再開時期については農林水産省、総務省と協議して決定するとして明言を避けた。
さらに一連の処分発表後の同年5月12日、所属の現役騎手1名が同年3月に笠松以外の競馬場で予想行為をしている元騎手がSNS上で実施した懸賞に応募し、現金10万円を受領していたことが判明した。組合はこの騎手について第一報での実名公表を行わなかったが、先の処分で戒告を受けている水野翔が同年3月18日に瀧川寿希也（川崎競馬元騎手）より10万円の振り込みを受けたことが明らかになっている。組合の調査に対し、当該騎手は「レースが中止されていたので生活費の足しにした」と話しており、この行為は組合の管理者指示事項に違反する「公正を害する恐れがある行為」として、5月25日、岐阜県地方競馬組合は水野と笹野博司調教師を以下の通り処分した。
水野は先述の井上調教師の免許失効後まもなく、騎手を引退した。この事案については組合や報道機関からのリリースが一切なく、地方競馬全国協会のデータベースで騎手免許が失効した状態になっていることでのみ確認が取れる。これにより、2021年（令和3年）8月時点で笠松競馬場に所属する騎手は9人となった。
| 氏名     | 職分   | 処分              | 処分理由                                               | 騎手・調教師免許             |
| -------- | ------ | ----------------- | ------------------------------------------------------ | ---------------------------- |
| 水野翔   | 元騎手 | 騎乗停止15日      | 予想行為者が実施した懸賞に応募し金員の授与を受けたため | 2021年（令和3年）8月免許失効 |
| 笹野博司 | 調教師 | 戒告・賞典停止2日 | 所属騎手（水野翔）の指導・監督不十分                   |                              |

岐阜県知事の古田は5月18日に「手続きや準備が順調に進んだ場合、再開は7月に入ってからとなる」と、開催再開時期の見通しを示したが、実際には岐南町・笠松町の公営競技施行団体の指定が8月4日までずれ込み、同競馬場におけるレース再開は同年9月8日〜10日より2021年（令和3年）度第1回開催を施行することを決定。その後、8月に数回にわたる「開催演習」を経て、同年9月8日より約8か月ぶりに競馬開催（新型コロナウイルス緊急事態宣言発令中のため無観客開催）を再開した。なお、再開に際してファンファーレ、馬場入場曲、締め切りチャイム、ゴール板の塗装などが刷新されている。

## トピックス
- 昭和より「マックルくん」という騎手の姿をしたマスコットがおり[80]、一時期、2500mスタート地点（第3コーナー付近ポケット）に「ジョッキーマックル君の快走にご期待を!!」なる横断幕が掲げられていた。近年では公式SNSアカウントのアイコンでも使われているものの、着ぐるみのゆるキャラではないため全国的に知名度が低く[81]、競馬情報番組『競馬展望プラス』2018年（平成30年）4月20日放送回では、全国の地方競馬のマスコットが紹介される中、笠松のみマスコット不在と紹介されている。ほか、厩務員会による非公式キャラクターとして、「マックルV（ファイブ）」というローカルヒーローがいる[82]。
- 1999年（平成11年）に笠松競馬場の入場者サービスとして宝くじが配布されたが、その宝くじに1等8000万円の当選券が含まれていた。なお、出典に寄稿したライターが岐阜県地方競馬組合に取材を申し込んだところ、当選券が含まれていた事実は認めたものの、その後換金されたかどうかは一切公表できないとした[83]。